# Arsenale di Cherbourg

Schema della rada di Cherbourg

L’arsenale di Cherbourg, situato nell'omonima città della Normandia, è la terza più importante porto militare nella Métropole della Marine nationale, la marina militare della Repubblica francese; dopo rispettivamente le basi di Tolone e quella di Brest. A Cherbourg ha inoltre sede una delle tre prefetture marittime francesi, la Préfecture maritime de la Manche et de la mer du Nord; il prefetto marittimo è anche il comandante in capo per la Manica e il mare del Nord (COMAR MANCHE).

## Navi
Marine nationale
- 3 patrouilleurs de service public (PSP) classe OPV54 - Flamant, Cormoran e Pluvier
- 1 bâtiment-base de plongeurs démineurs (BBPD) type Vulcain - Vulcain (M 611)
- 1 bâtiment de soutien de région (BSR) type Chamois - Élan (A 768)
- 1 vedette de surveillance radiologique type Coralline - Coralline (A 790)
- 2 vedettes supports de plongeurs type Dionée -
- 1 vedettes support de plongeurs type Girelle -

Gendarmerie maritime
- 1 patrouilleur côtier de Gendarmerie maritime (PCG) - Géranium (P 720)
- 1 vedette de surveillance maritime et portuaire (VSMP) - Heaume (P 797)

altre navi
- Abeille Liberté
- Thémis (PM 41)